# Базаріха
Базарі́ха (рос. Базариха) — село у складі Вікуловського району Тюменської області, Росія.
Населення — 174 особи (2010, 235 у 2002).
Національний склад станом на 2002 рік:
- росіяни — 97 %